# HD 172044
HD 172044，又名BD+33 3154，SAO 67164、HR 6997，是一颗恒星，视星等为5.42，位于銀經62.18，銀緯17.42，其B1900.0坐标为赤經18h 32m 57.2s，赤緯+33° 17.42′ 5″。